# Tvímenningar
Tvímenningar är en bergstopp i republiken Island. Den ligger i regionen Austurland, 300 km öster om huvudstaden Reykjavík. Toppen på Tvímenningar är 898 meter över havet.
Trakten runt Tvímenningar är nära nog obefolkad, med mindre än två invånare per kvadratkilometer. Det finns inga samhällen i närheten. Trakten runt Tvímenningar består i huvudsak av gräsmarker.